# Hansa-Brandenburg CC
Le Hansa-Brandenburg CC est un hydravion à flotteurs biplan de la Première Guerre mondiale. Il fut employé par la marine impériale allemande ainsi que par la marine austro-hongroise.